# 洋湖办事处
洋湖办事处是位于中华人民共和国湖北省黄冈市黄梅县的一个类似乡级单位，隶属于龙感湖管理区。

## 行政区划
2013年时，在国家统计局网站中，洋湖办事处收录为黄梅县下辖的行政区。2014年后，未有收录。下辖以下行政区：
洋湖生产队村、新圩生产队村、洋湖滩生产队村、三叉港生产队村、瓦器墩生产队村、古港生产队村和洋湖场直村。